# Franz Streubel

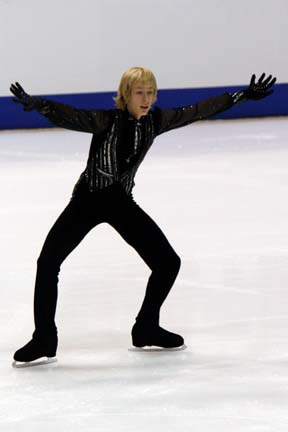
Franz Streubel, 2007

Franz Streubel (* 24. September 1991 in Berlin) ist ein ehemaliger deutscher Eiskunstläufer, der im Einzellauf startete. Er ist der Deutsche Meister von 2015 und 2016.
Er startete für den EC Oberstdorf und wurde unter anderem von Anett Pötzsch-Rauschenbach und Karel Fajfr trainiert. Mitte November 2017 erklärte er seinen Rücktritt vom Leistungssport.

## Erfolge/Ergebnisse
| Wettbewerb                     | 2007/08       | 2008/09       | 2009/10       | 2010/11       | 2011/12       | 2012/13       | 2013/14       | 2014/15       | 2015/16       | 2016/17       |
| International                  | International | International | International | International | International | International | International | International | International | International |
| ------------------------------ | ------------- | ------------- | ------------- | ------------- | ------------- | ------------- | ------------- | ------------- | ------------- | ------------- |
| Weltmeisterschaften            |               |               |               |               |               |               |               |               | 28.           |               |
| Europameisterschaften          |               |               |               |               |               |               | 15.           | 13.           | 14.           |               |
| Volvo Cup                      |               |               |               |               |               |               |               | 10.           |               |               |
| Bavarian Open                  |               |               |               |               | 1.            | 6.            | 2.            |               |               |               |
| Cup of Nice                    |               |               |               |               | 15.           |               |               |               |               |               |
| Finlandia Trophy               | 11.           |               |               |               |               |               |               |               |               |               |
| Golden Spin of Zagreb          |               |               | 9.            |               |               |               |               |               |               |               |
| Ice Challenge                  |               |               |               |               |               | 12.           |               |               |               |               |
| Merano Cup                     |               |               |               |               |               |               | 6.            |               |               |               |
| Nebelhorn Trophy               |               |               |               | 14.           | 12.           |               |               |               |               | 10.           |
| NRW Trophy                     |               |               |               |               | 10.           | 10.           | 5.            | 1.            |               |               |
| Coupe du Printemps             |               |               |               |               | 3.            |               |               |               |               |               |
| Warsaw Cup                     |               |               |               |               |               | 6.            |               |               |               |               |
| International Junioren         |               |               |               |               |               |               |               |               |               |               |
| Junior Grand Prix, Frankreich  |               | 11.           |               | 8.            |               |               |               |               |               |               |
| Junior Grand Prix, Deutschland |               |               | 8.            |               |               |               |               |               |               |               |
| Junior Grand Prix, Italien     |               | 15.           |               |               |               |               |               |               |               |               |
| Junior Grand Prix, Polen       |               |               | 10.           |               |               |               |               |               |               |               |
| Junior Grand Prix, USA         | 10.           |               |               |               |               |               |               |               |               |               |
| Ice Challenge                  |               |               | 1.            |               |               |               |               |               |               |               |
| Merano Cup                     |               |               | 2.            |               |               |               |               |               |               |               |
| National                       |               |               |               |               |               |               |               |               |               |               |
| Deutsche Meisterschaften       |               | 9.            | 9.            | 7.            | 5.            | 2.            | 2.            | 1.            | 1.            | 3.            |